# Estación de Zorroza-Zorrozgoiti
Zorroza-Zorrozgoiti (en euskera y según la denominación oficial de Adif, Zorrotza-Zorrozgoiti)  es un apeadero ferroviario situado en el barrio de Zorroza, en el municipio español de Bilbao, en el País Vasco. Forma parte de la red de ancho métrico de Adif, operada por Renfe Operadora a través de su división comercial Renfe Cercanías AM. Está integrada dentro del núcleo de Cercanías Bilbao al pertenecer a la línea C-4 (antigua línea B-1 de FEVE), que une Bilbao con La Calzada. Cuenta también con servicios regionales de las líneas R-3f, que une Santander con Bilbao, su sublínea R-3b desde Bilbao hasta Carranza, y R-4f, que une Léon con Bilbao.

## Situación ferroviaria
La estación forma parte de los trazados de las siguientes líneas férreas:
- Línea férrea de ancho métrico que une Santander con Bilbao, punto kilométrico 644,1.[3] Se toma Ferrol como punto de partida, lo que explica el elevado kilometraje. Este kilometraje es el que predomina en la señalización.
- Línea férrea de ancho métrico que une Bilbao con León, punto kilométrico 2,9. Conocido como Ferrocarril de la Robla, toma Bilbao-Concordia como punto de partida.

Se encuentra a 5 metros de altitud. El tramo es de vía única y está electrificado a 1,5 kV con alimentación por catenaria compensada.

## Historia
En su origen la estación de Zorroza-Zorrozgoiti fue parada término de la línea de ancho métrico que une Valmaseda con Bilbao. Fue inaugurada el 5 de diciembre de 1891, al comenzar las operaciones en la citada línea. Posteriormente se construyó la línea que une Zorroza-Zorrozgoiti con la estación de Bilbao La Concordia a través del barrio de Basurto; se inauguró el 21 de julio de 1898. En 1902 proseguían los trabajos para dotar de doble vía al tramo entre Bilbao y Santa Águeda (7 km), tramo que incluye esta estación,concluyendo los trabajos en 1903.
Desde entonces la estación ha variado poco en su fisionomía, siendo el entorno el que ha sufrido grandes cambios. Así, el barrio de Zorroza ha tenido un gran desarrollo urbanístico alrededor de la estación, y la autopista A-8 sobrevuela la parada por un viaducto. En la actualidad existe un proyecto para soterrar la línea del tren en el barrio de Zorroza, dada la gran densidad urbana de éste, con el objeto de eliminar el paso a nivel aledaño a la estación, conseguir una mejor integración urbanística y la mejora de las frecuencias ferroviarias.

## La estación
Dispone de tornos de acceso. La parada se compone de dos andenes aledaños a las vías en uso y dos simples marquesinas para guarecerse de las inclemencias del tiempo. El viaducto de la autopista A-8, que sobrevuela la estación, sirve también de voladizo contra la lluvia. Parejo a la estación existe un paso a nivel de las vías con la carretera de Zorroza a Castrejana. Su peligrosidad es manifiesta, dado que tanto las vías como la carretera son en curva en este punto y el acceso a la estación se encuentra sobre el mismo paso a nivel.
El proyecto de soterramiento pretende eliminar este peligroso paso a nivel, integrar urbanísticamente los terrenos ahora ocupados por la línea y el tren, eliminar los ruidos provocados en una zona tan densamente poblada como es Zorroza y facilitar el aumento de frecuencias ferroviarias, de tal modo que en un futuro la estación forme parte de la línea 4 del metro de Bilbao, aunque este proyecto no ha tenido ningún avance. Así, la estación cambiará radicalmente tras 140 años de operativa ininterrumpida con su actual configuración. Además, cambiará de operador ferroviario al ser asumida la infraestructura por el Gobierno vasco (Eusko Trenbide Sarea, en vez de Adif).

### Accesos
El único acceso a cada uno de los andenes se halla sobre el paso a nivel de las vías con la carretera de Zorroza a Castrejana.

## Servicios ferroviarios

### Regionales
Los trenes regionales que realizan el recorrido Santander - Bilbao (línea R-3f) y Bilbao - Léon (línea R-4f) tienen parada en la estación. En las estaciones en cursiva, la parada es discrecional, es decir, el tren se detiene si hay viajeros a bordo que quieran bajar o viajeros en la parada que manifiesten de forma inequívoca que quieren subir. Este sistema permite agilizar los tiempos de trayecto reduciendo paradas innecesarias. La relación León-Bilbao es de un tren diario por sentido, mientras que la relación Santander-Bilbao es de tres trenes diarios por sentido, más un tren matinal adicional entre la estación de Carranza y Bilbao los días laborables.
Las conexiones ferroviarias entre Zorroza-Zorrozgoiti con León, para los trayectos regionales, se efectúan exclusivamente con composiciones diésel de la serie 2700.
| Línea | Origen/Destino   | Paradas intermedias | Destino/Origen   |
| --- | ---------------- | --- | ---------------- |
| | Santander        | Valdecilla-La Marga · Nueva Montaña · Valle Real · Maliaño-La Vidriera · Astillero · La Cantábrica* · San Salvador* · Heras · Orejo · Puente Agüero · Villaverde de Pontones · Hoz de Anero · Beranga · Gama · Cicero · Treto · Limpias · Marrón · Udalla · Gibaja · Carranza · Villaverde Trucios · Arcentales ·Traslaviña · Mimétiz · Aranguren · Sodupe · Zaramillo · Iráuregui · Zorroza-Zorrozgoiti · Basurto Hospital · Amézola | Bilbao Concordia |
| | Bilbao Concordia | Amézola · Basurto Hospital · Zorroza-Zorrozgoiti · Iráuregui · Zaramillo · Sodupe · Aranguren · Aranguren-Apeadero · Zalla · Valmaseda · Arla-Berrón · Ungo-Nava · Mercadillo-Villasana · Cadagua · Bercedo-Montija · Quintana · Espinosa de los Monteros · Redondo · Sotoscueva · Pedrosa · Dosante Cidad · Robredo Ahedo · Soncillo · Cabañas de Virtus · Arija · Llano · Las Rozas de Valdearroyo · Montes Claros · Los Carabeos · Mataporquera · Cillamayor · Salinas de Pisuerga · Vado-Cervera · Castrejón de la Peña · Villaverde-Tarilonte · Santibáñez de la Peña · Guardo-Apeadero · Guardo · La Espina · Valcuende · Puente Almuhey · Cerezal de la Guzpeña · Prado de la Guzpeña · La Llama de la Guzpeña · Valle de las Casas · Sorriba · Cistierna · La Ercina · Boñar · La Vecilla · Matallana · San Feliz · Asunción/Universidad · Ventas/San Mamés | León-Matallana   |
| * En los apeaderos de La Cantábrica y San Salvador sólo efectúan parada los servicios de la línea R3a Santander - Marrón. |                  | |                  |

### Cercanías
Forma parte de la línea C-4 (Bilbao - La Calzada) de Cercanías Bilbao. Tiene una frecuencia de trenes cercana a un tren cada treinta o sesenta minutos en función de la franja horaria. La cadencia disminuye durante los fines de semana y festivos. Los trayectos de esta relación se prestan exclusivamente con unidades eléctricas de la serie 3600 de Renfe. También cuenta con los servicios de R-3b (Bilbao - Carranza), aunque esta línea ha quedado reducida a un trayecto por día en dirección Bilbao tras la pandemia de 2020.
| procedencia/destino | < estación       | Línea | estación >   | destino/procedencia |
| ------------------- | ---------------- | ----- | ------------ | ------------------- |
| Bilbao Concordia    | Basurto Hospital |       | Santa Águeda | La Calzada          |
| Bilbao Concordia    | Basurto Hospital |       | Iráuregui    | Carranza            |